# Bergeforsen
Bergeforsen è un'area urbana della Svezia situata nel comune di Timrå, contea di Halland.
La popolazione rilevata nel censimento 2010 era di 1 563 abitanti .